# Mas Coll de Comadons
El Mas Coll de Comadons és una obra de Gaià (Bages) inclosa a l'Inventari del Patrimoni Arquitectònic de Catalunya.

## Descripció
Edifici Civil. Masia orientada al nord. Tipus II de la classificació de J. Danés. Edifici de tres plantes, essent la primera destinada a bestiar. L'ampliació de 1888 li dona un caire asimètric. Material de construcció=pedra.

## Història
La casa fou construïda a principis del segle xix; segons consta en una inscripció, fou ampliada el 1888.